# 小畑村 (鳥取県)
小畑村（おばたそん）は、鳥取県八頭郡にあった自治体である。1896年（明治29年）3月31日までは八東郡に属した。

## 概要
現在の八頭町岩渕・鍛冶屋・三浦・三山口・清徳・茂谷・奥野・柿原・佐崎に相当する。千代川水系八東川中流域左岸に位置した。
藩政時代には鳥取藩領の八東郡小畑郷（おばたのごう）に属する岩淵村・鍛冶屋村・三浦村・三山口村・清徳村・茂谷村・奥野村・柿原村・佐崎村があった。

## 沿革
- 1881年（明治14年）9月12日 - 鳥取県再置。
- 1883年（明治16年）3月 - 才代村（後の八東村大字才代）に設置された連合戸長役場の管轄区域となる[3]。
- 1889年（明治22年）10月1日 - 町村制の施行により、岩淵村・鍛冶屋村・三浦村・三山口村・清徳村・茂谷村・奥野村・柿原村・佐崎村が合併して村制施行し、八東郡小畑村が発足。旧村名を継承した9大字を編成。八東村との組合役場を同村大字才代村に設置[4]。
- 1896年（明治29年）4月1日 - 郡制の施行により、八上郡・八東郡・智頭郡の区域をもって八頭郡が発足し、八頭郡小畑村となる。
- 1915年（大正4年）1月1日 - 「小畑村大字◯◯村」から大字の「村」を削除し、「小畑村大字◯◯」と改称[5]。
- 1916年（大正5年）4月1日 - 八東村（初代）と合併し、改めて八東村（2代）が発足。同日小畑村廃止[6]。